# Ренет
Рене́т (от фр. reinette, иногда ранет — от Rainet) — общее название группы сортов яблони, с яблоками характерного винно-сладкого вкуса и нежной мякотью.

## Наиболее известные сорта
- Яблоня 'Ренет Симиренко'
- Яблоня 'Ренет Ананасный'
- Яблоня 'Ренет Золотой Курский'
- Яблоня 'Ренет Орлеанский'
- Яблоня 'Ренет Шампанский'
- Malus 'Landsberger Renette'
- Malus 'Acklam Russett'
- Malus 'Adam’s Pearmain'
- Malus 'Blenheim Orange'
- Malus 'Braddick’s Nonpariel'
- Malus 'Claygate Pearmain'
- Malus 'Egremont Russet'
- Malus 'Golden Russet'
- Malus 'Merton Russet'
- Malus 'Ribston Pippin'
- Malus 'Ross Nonpariel'
- Malus 'Roxbury Russet' (также именуемый Boston Russet)
- Malus 'St. Edmund’s Pippin'
- Malus 'Sam Young'
- Malus 'Tydeman’s Late Orange'
- Malus 'Winston'

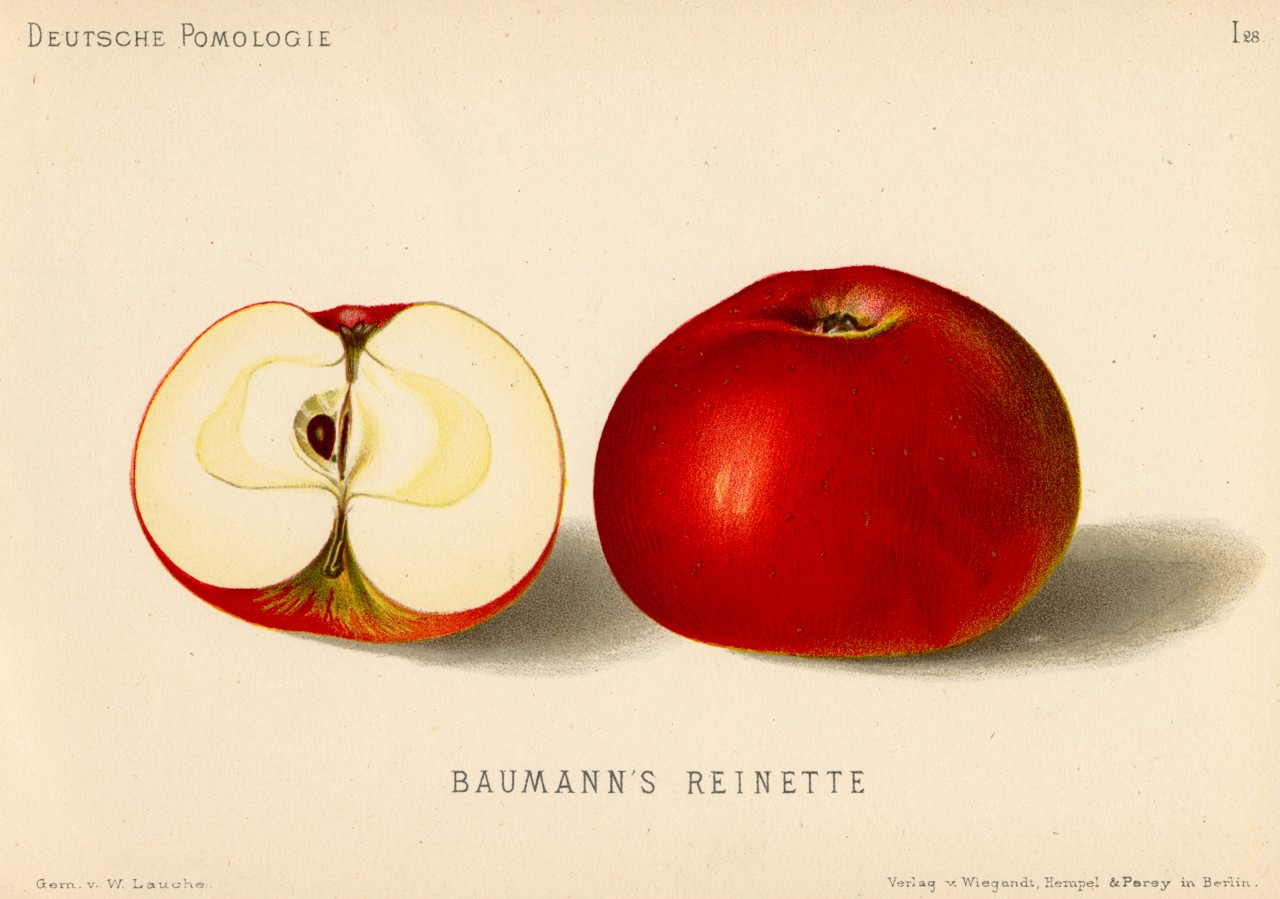
Сорт «Baumann's Reinette»
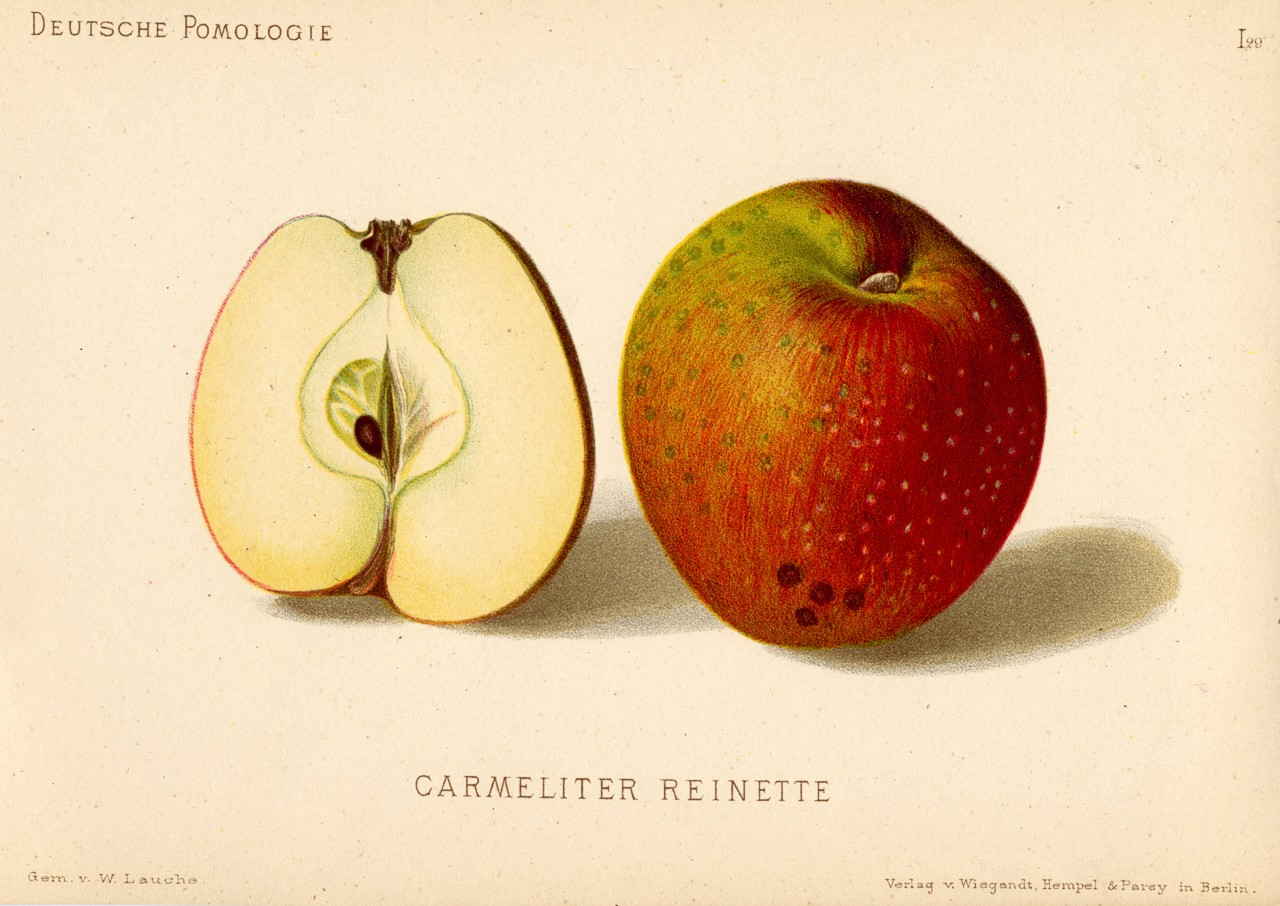
Сорт «Carmeliter-Reinette»
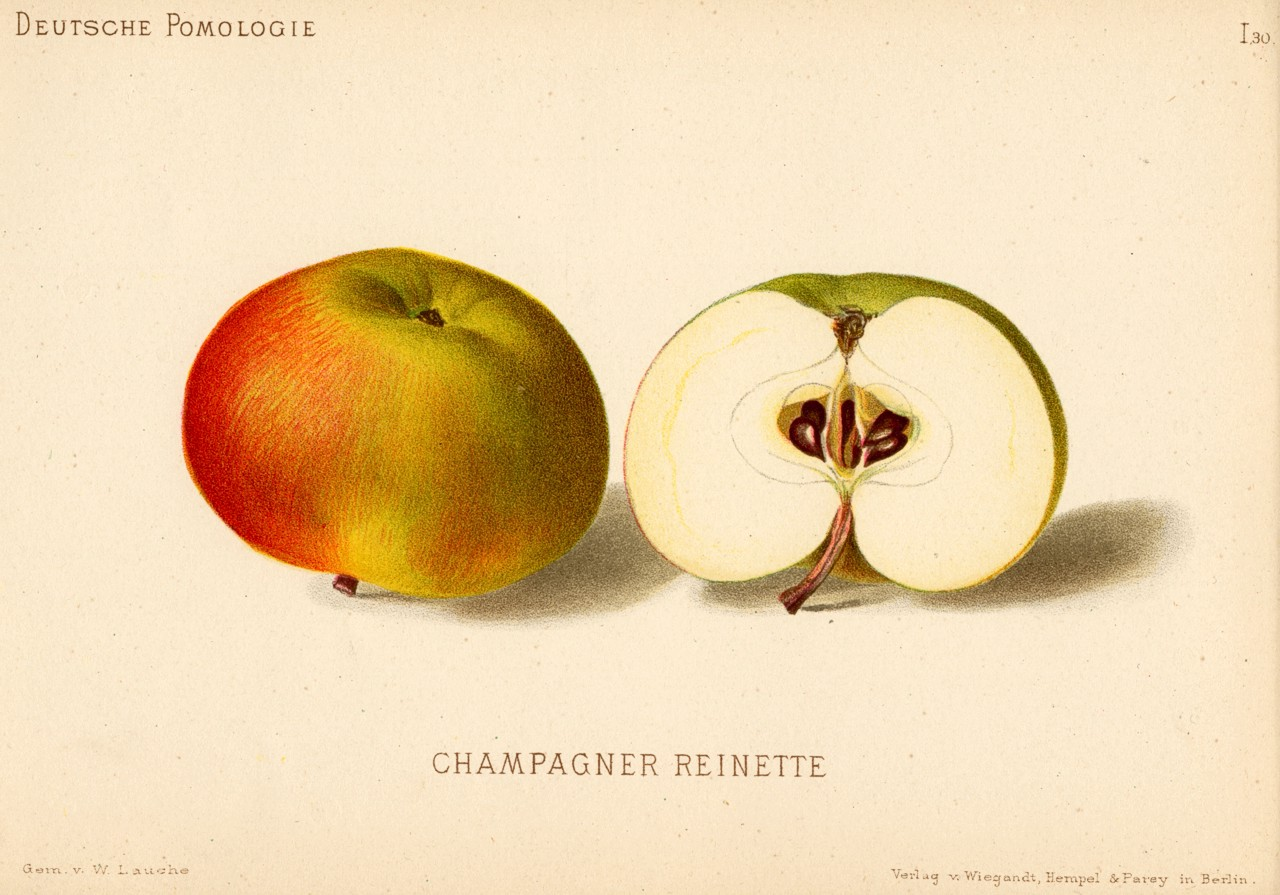
Сорт «Champagner-Reinette»
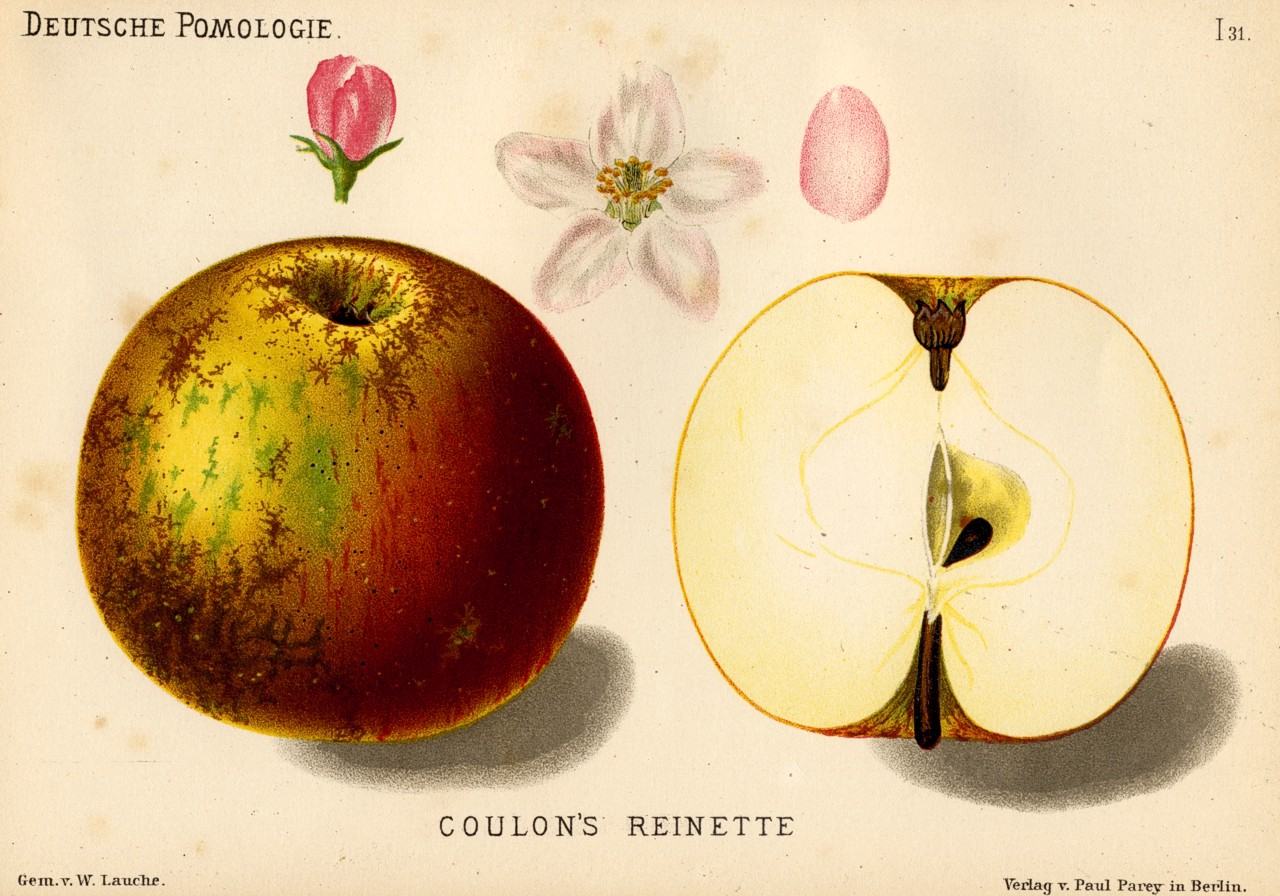
Сорт «Coulon's-Reinette»
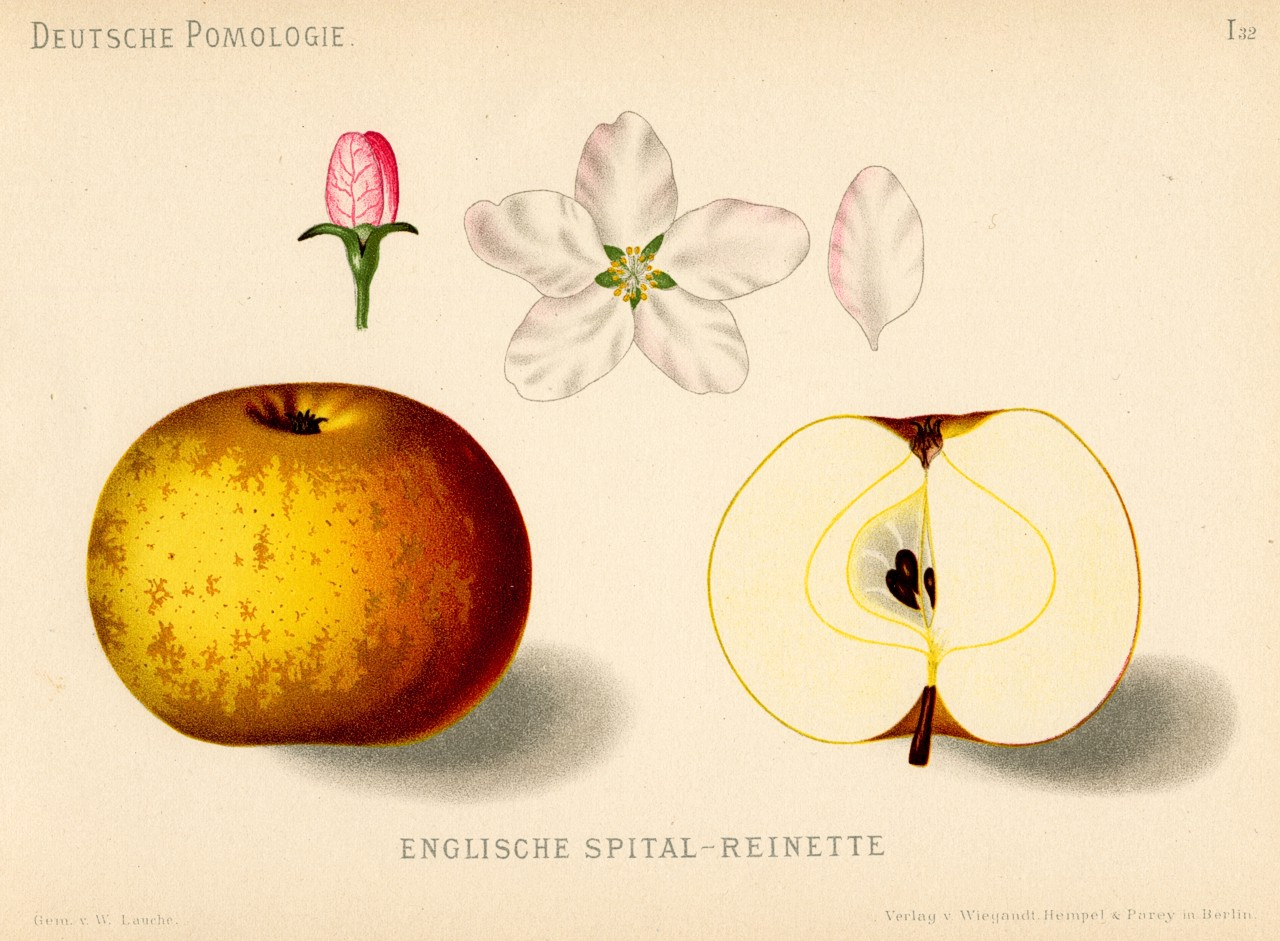
Сорт «Englische Spital-Reinette»
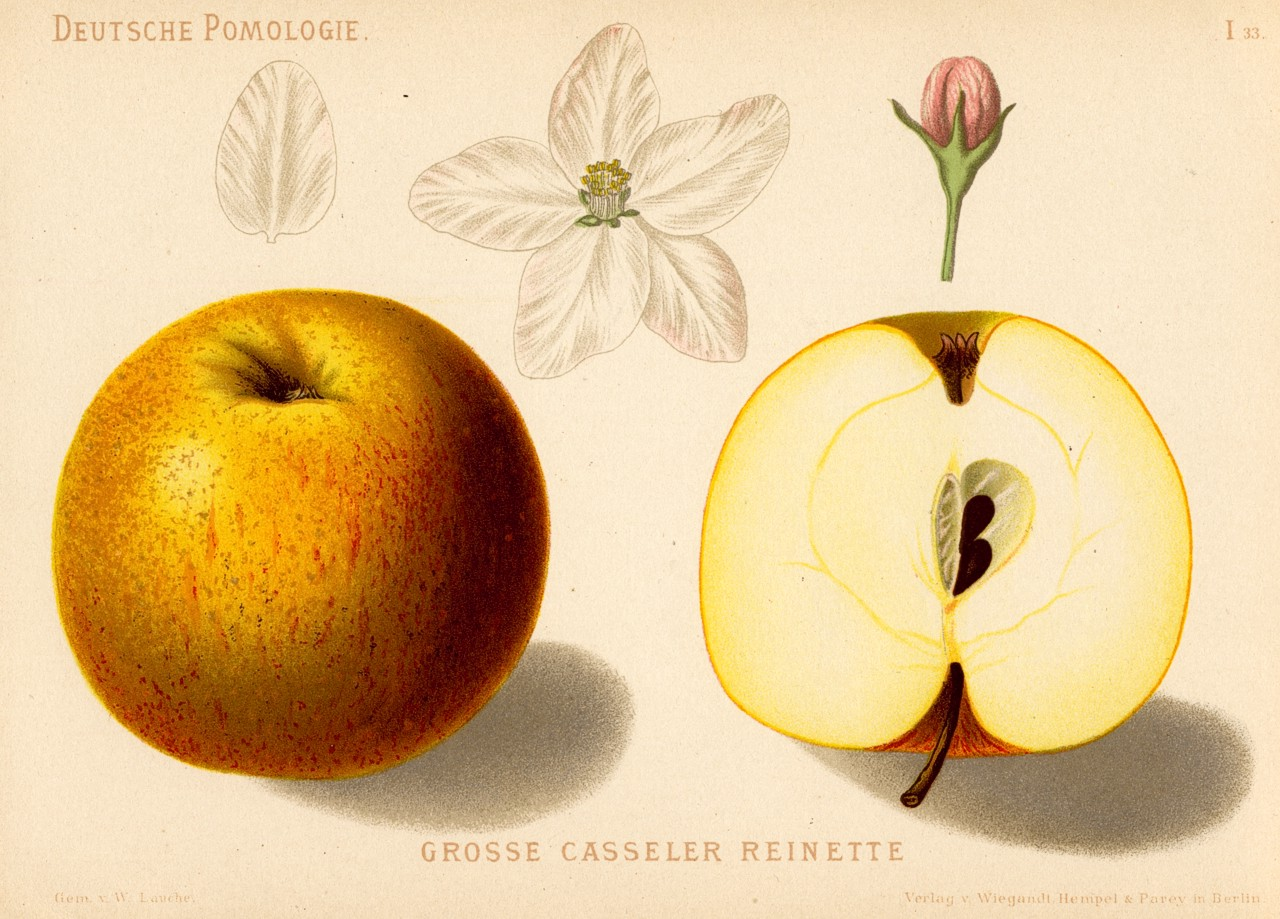
Сорт «Grosse Casseler Reinette»
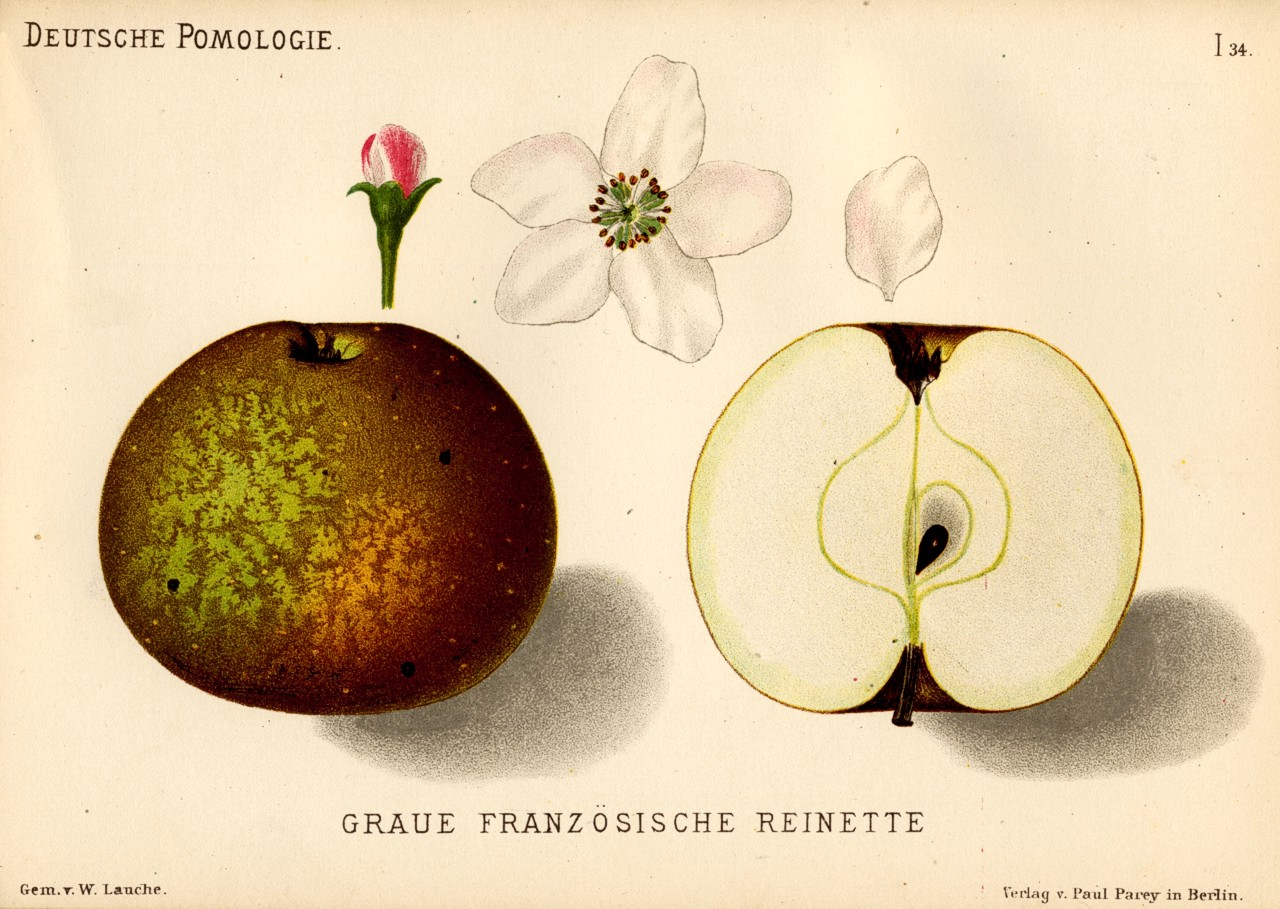
Сорт «Graue französische Reinette»
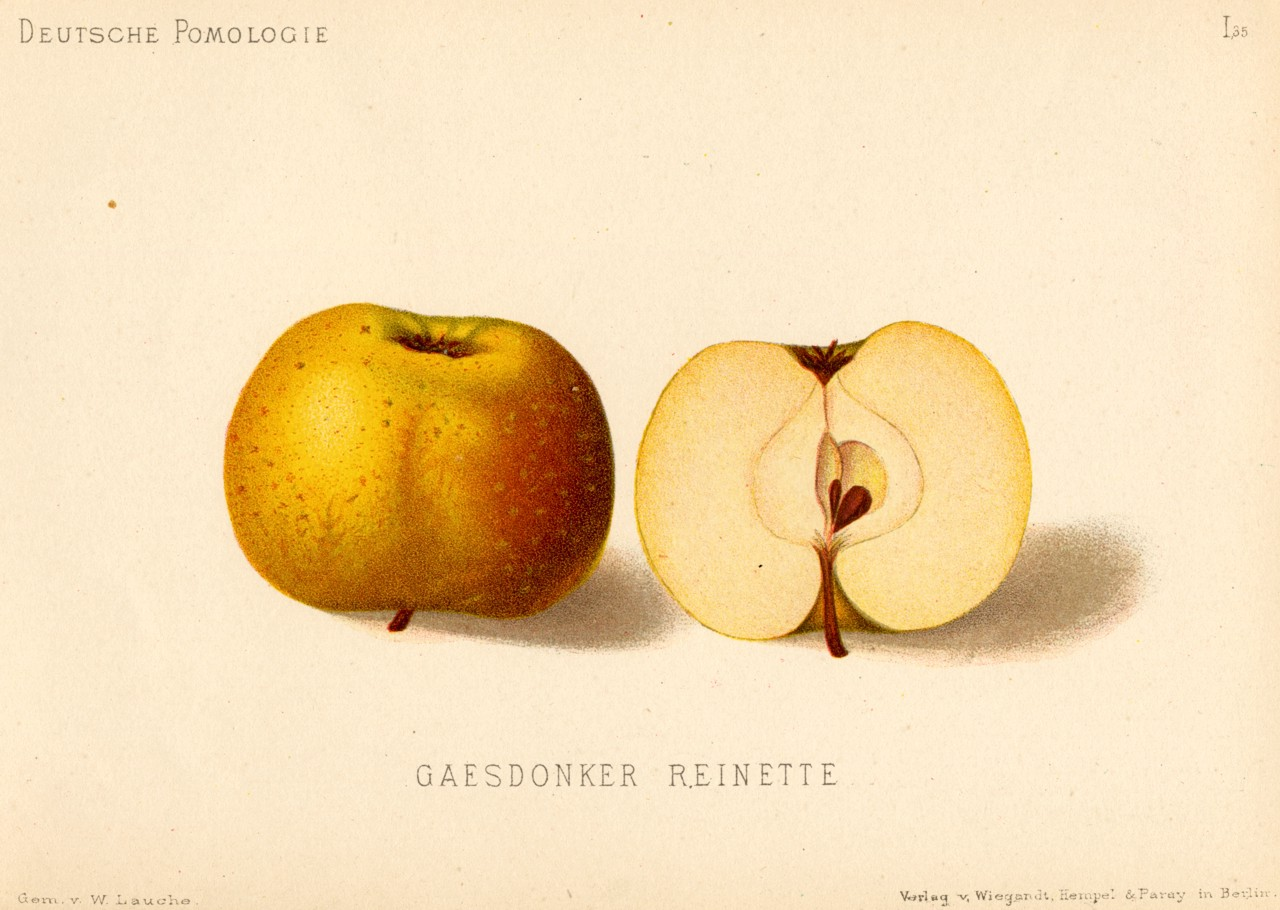
Сорт «Gaesdonker Reinette»
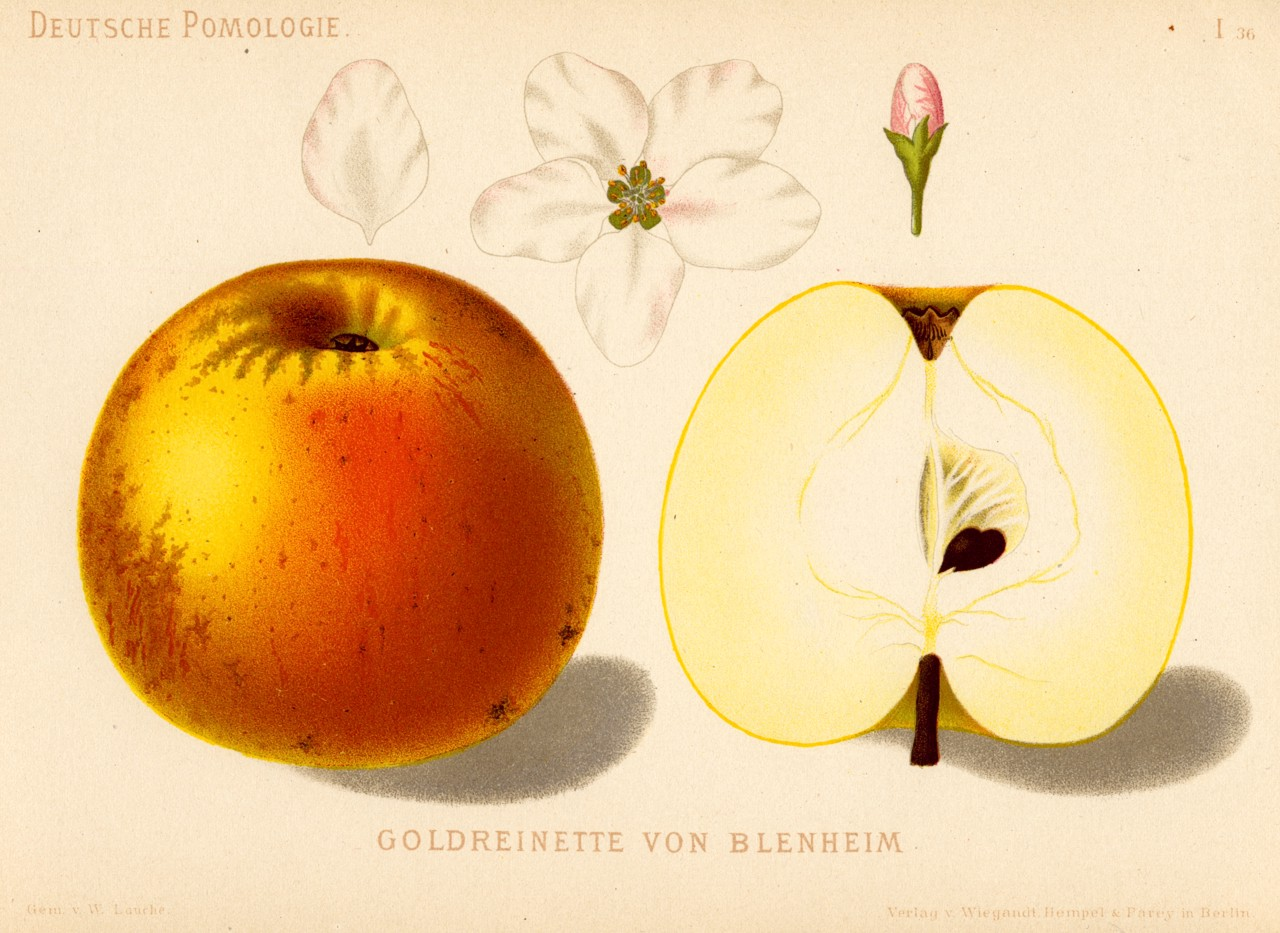
Сорт «Blenheim Orange»
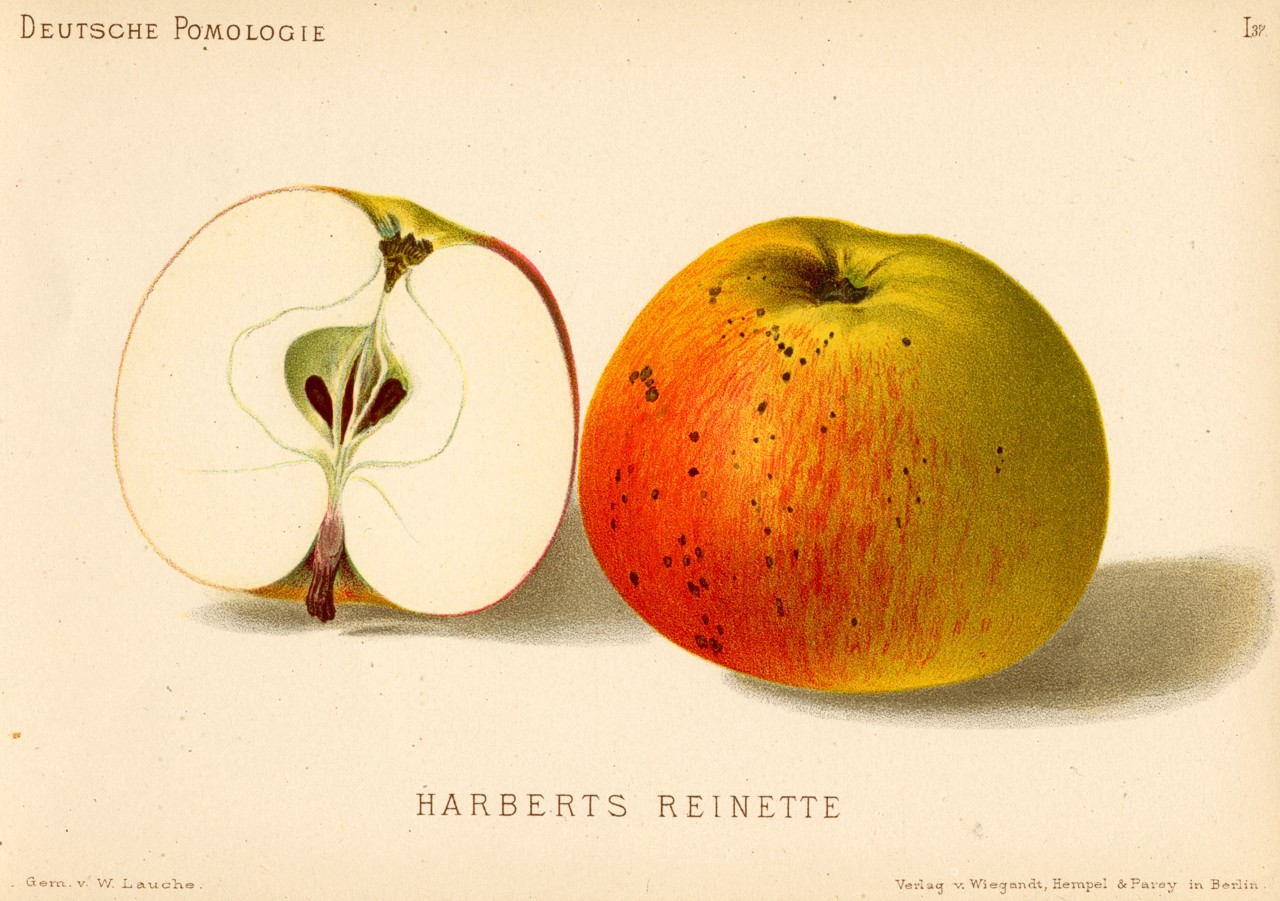
Сорт «Harbert's Reinette»
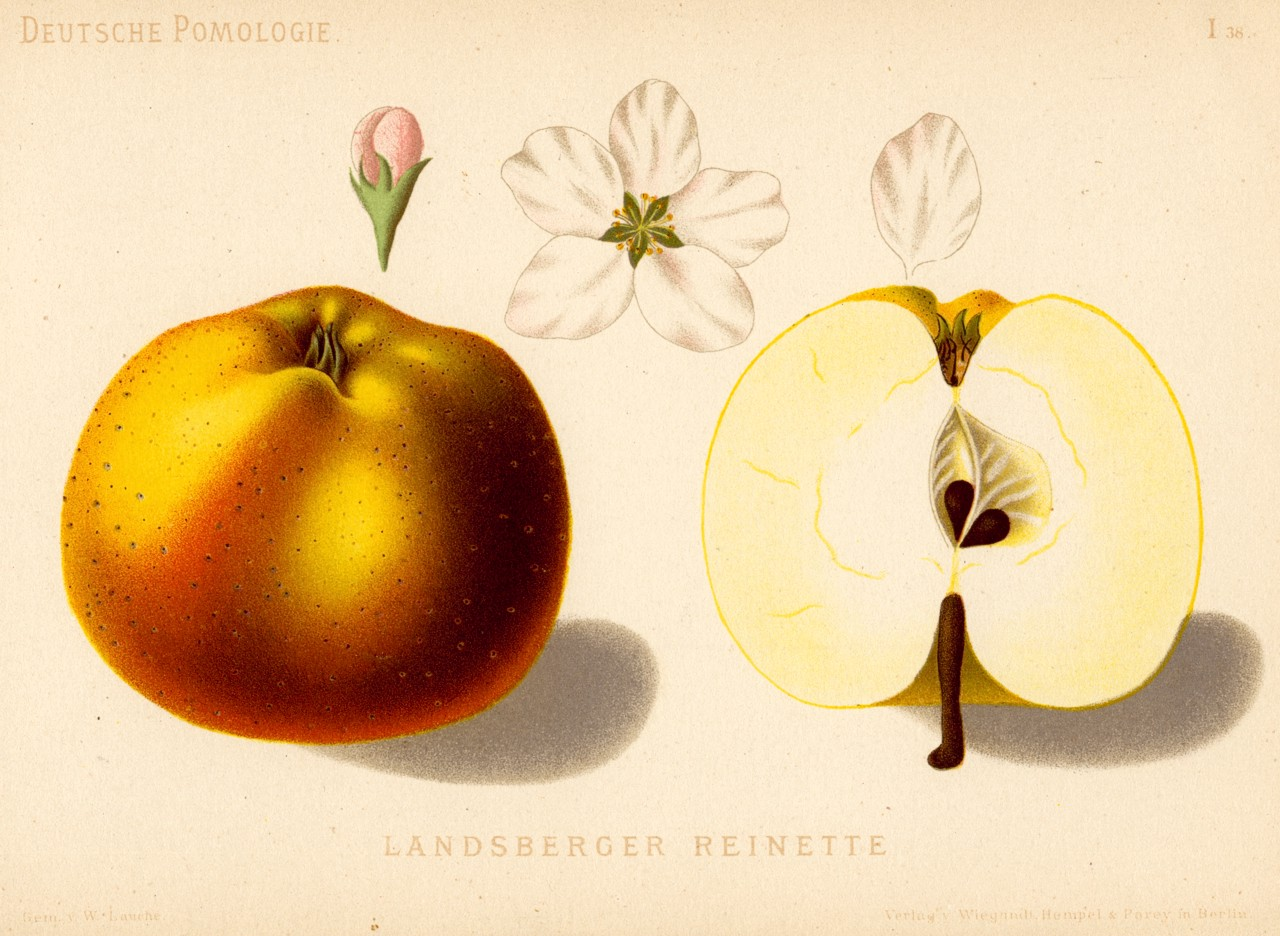
Сорт «Landsberger Renette»
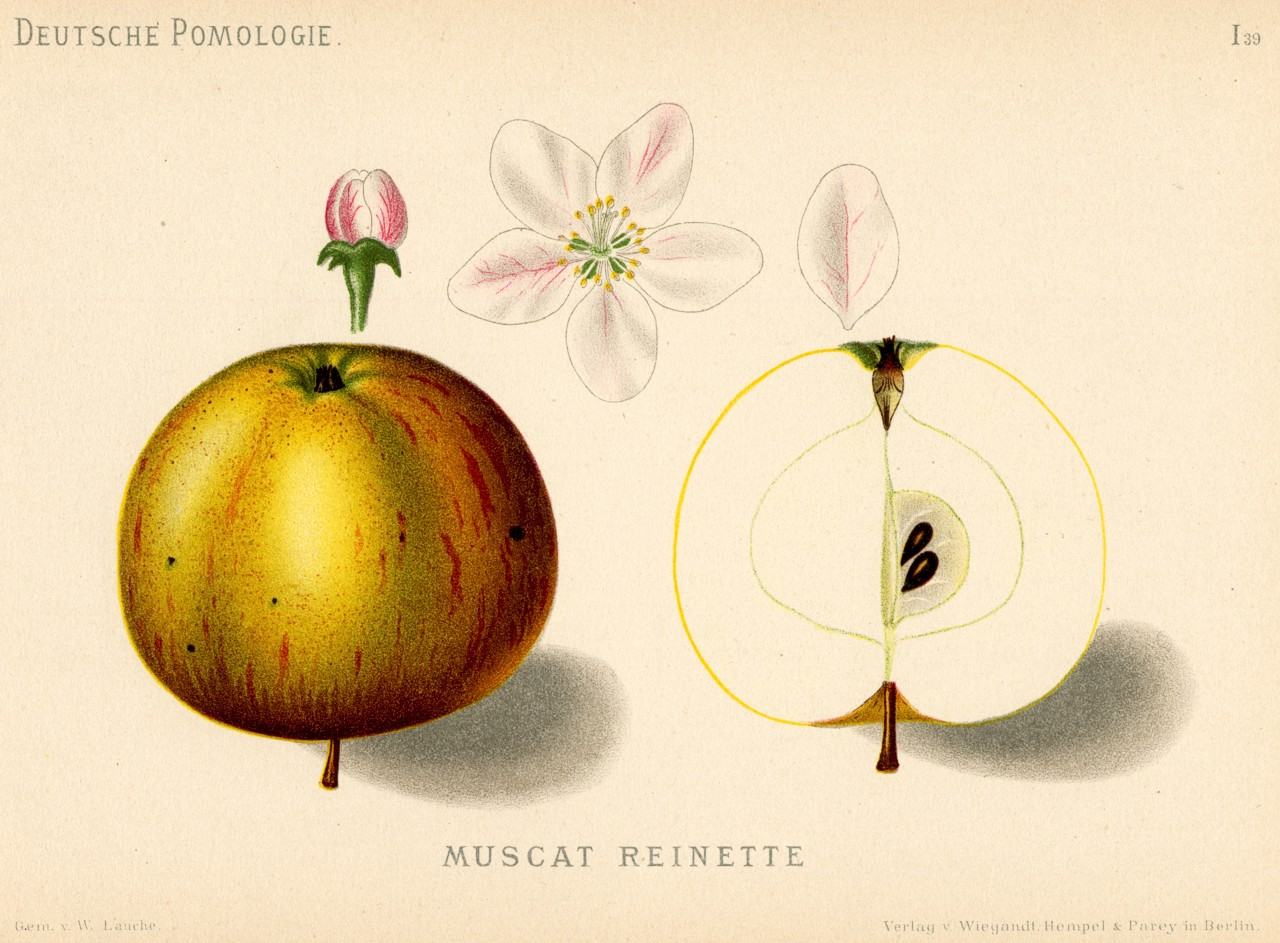
Сорт «Muscat Reinette»
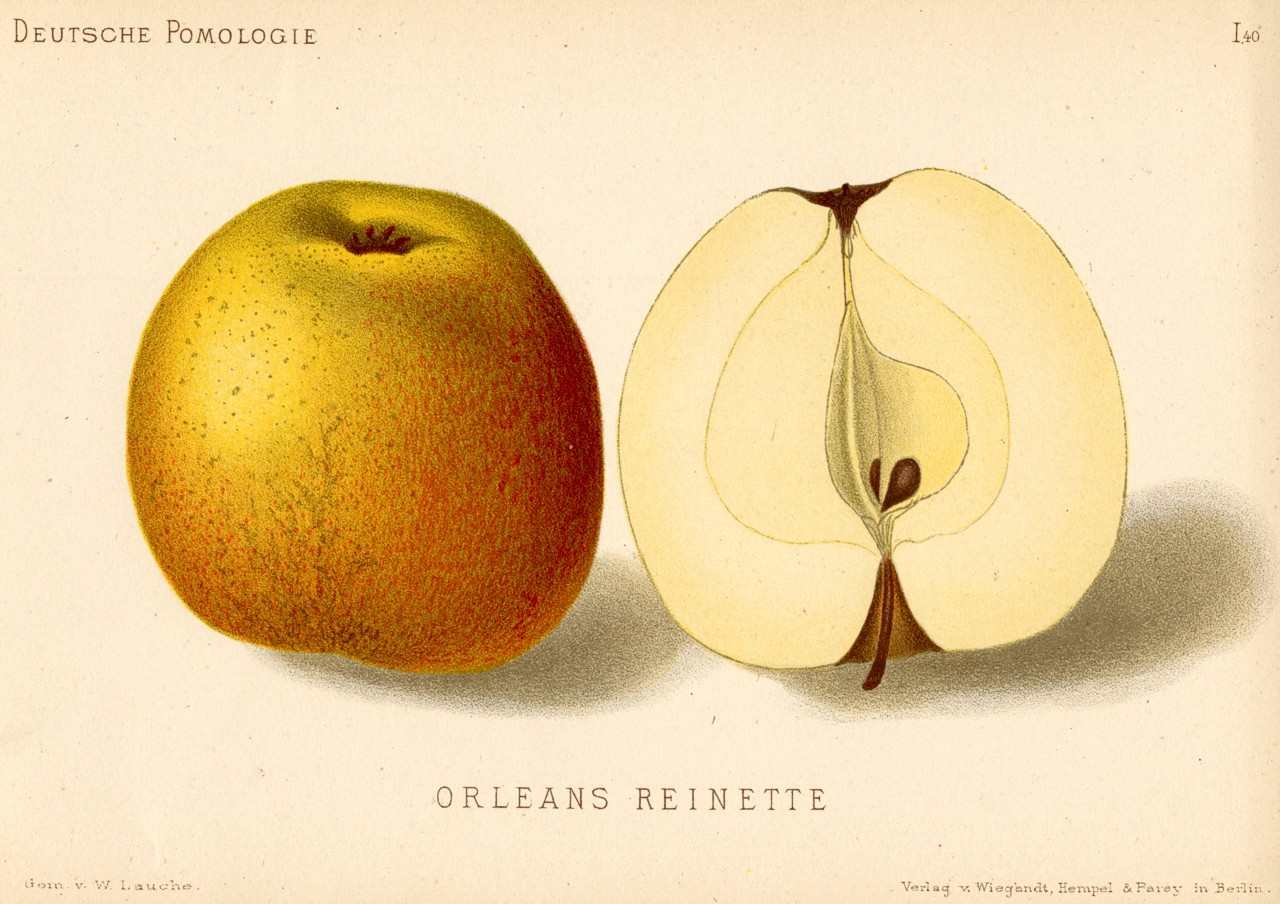
Сорт «Orléans-Reinette»
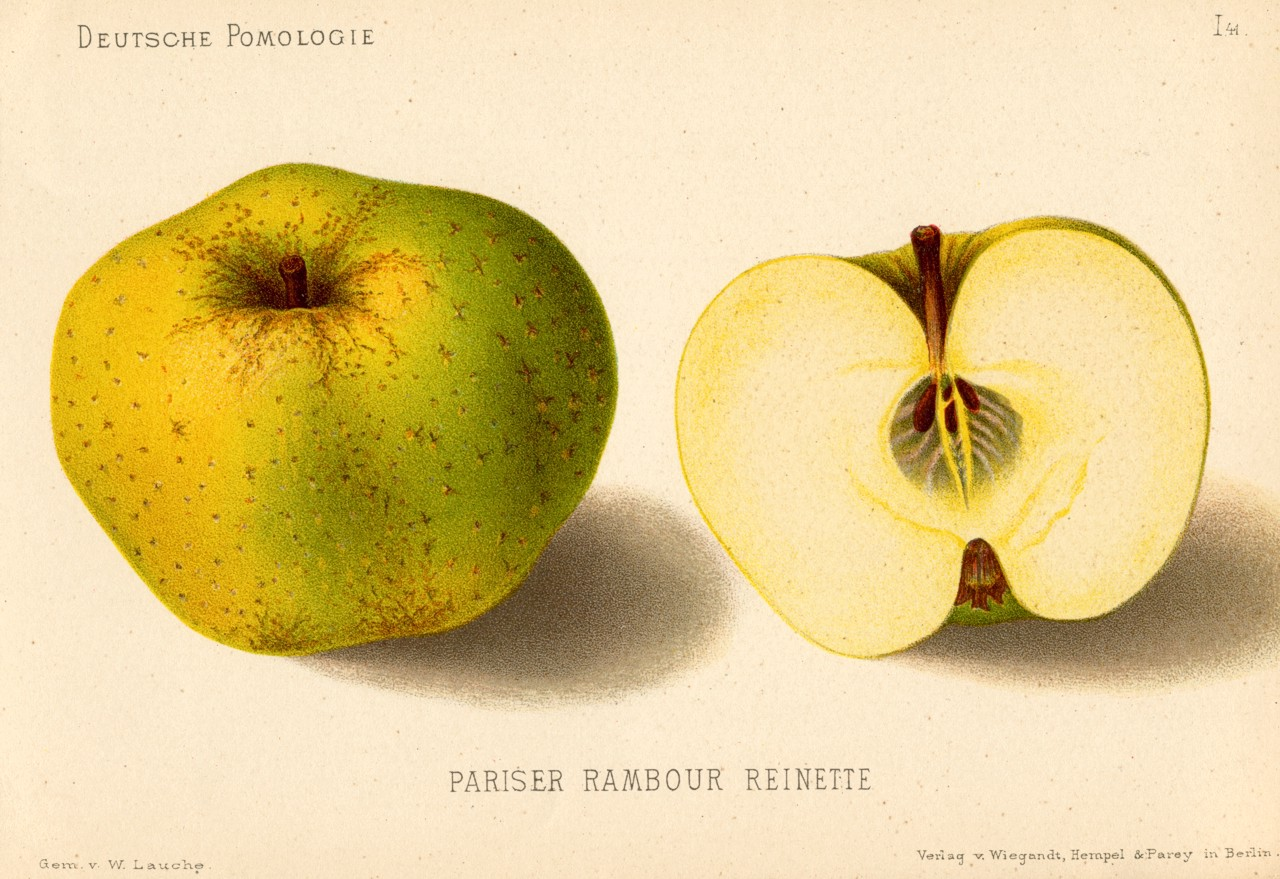
Сорт «Pariser Rambour-Reinette»
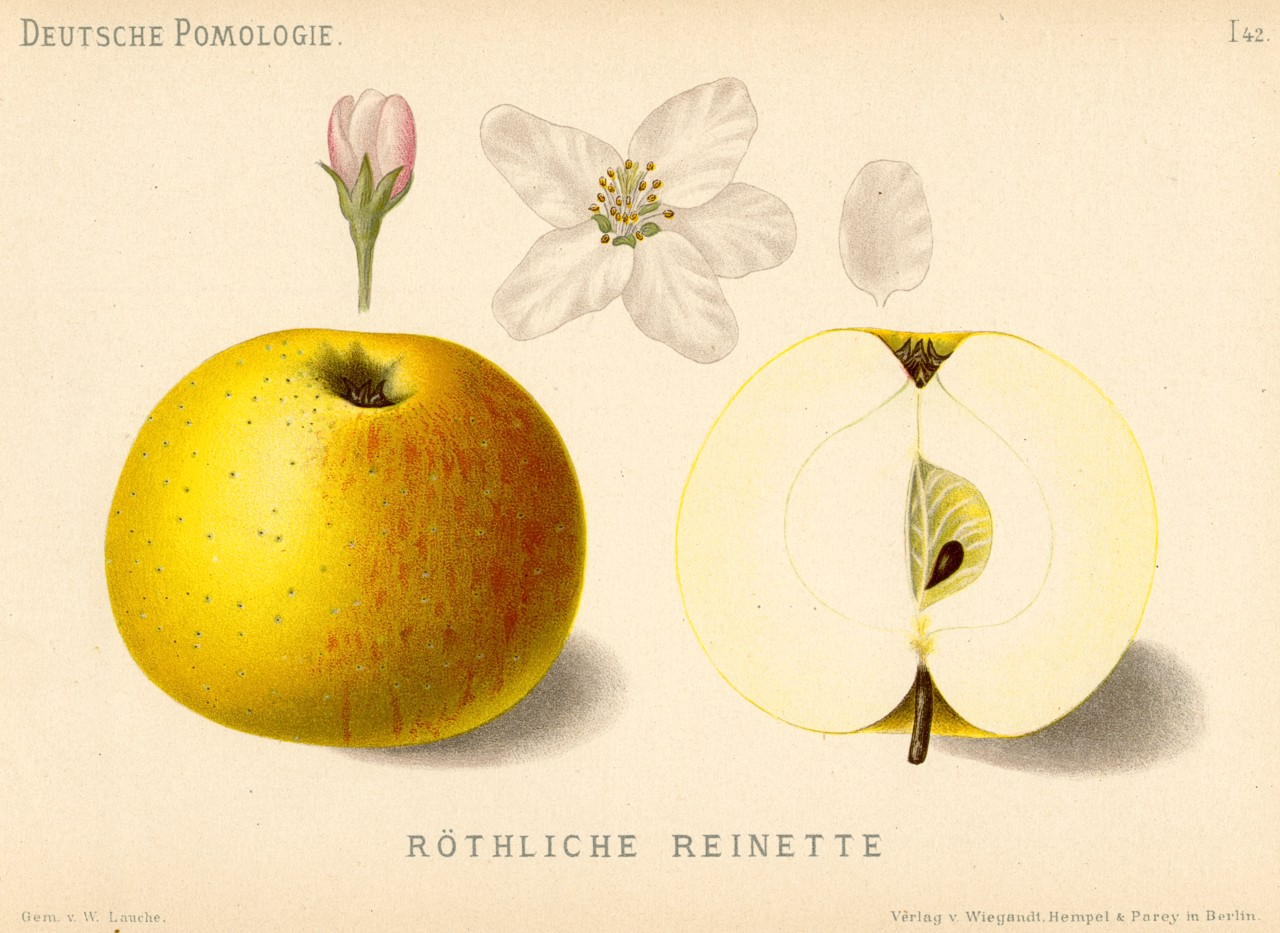
Сорт «Reine des reinettes»
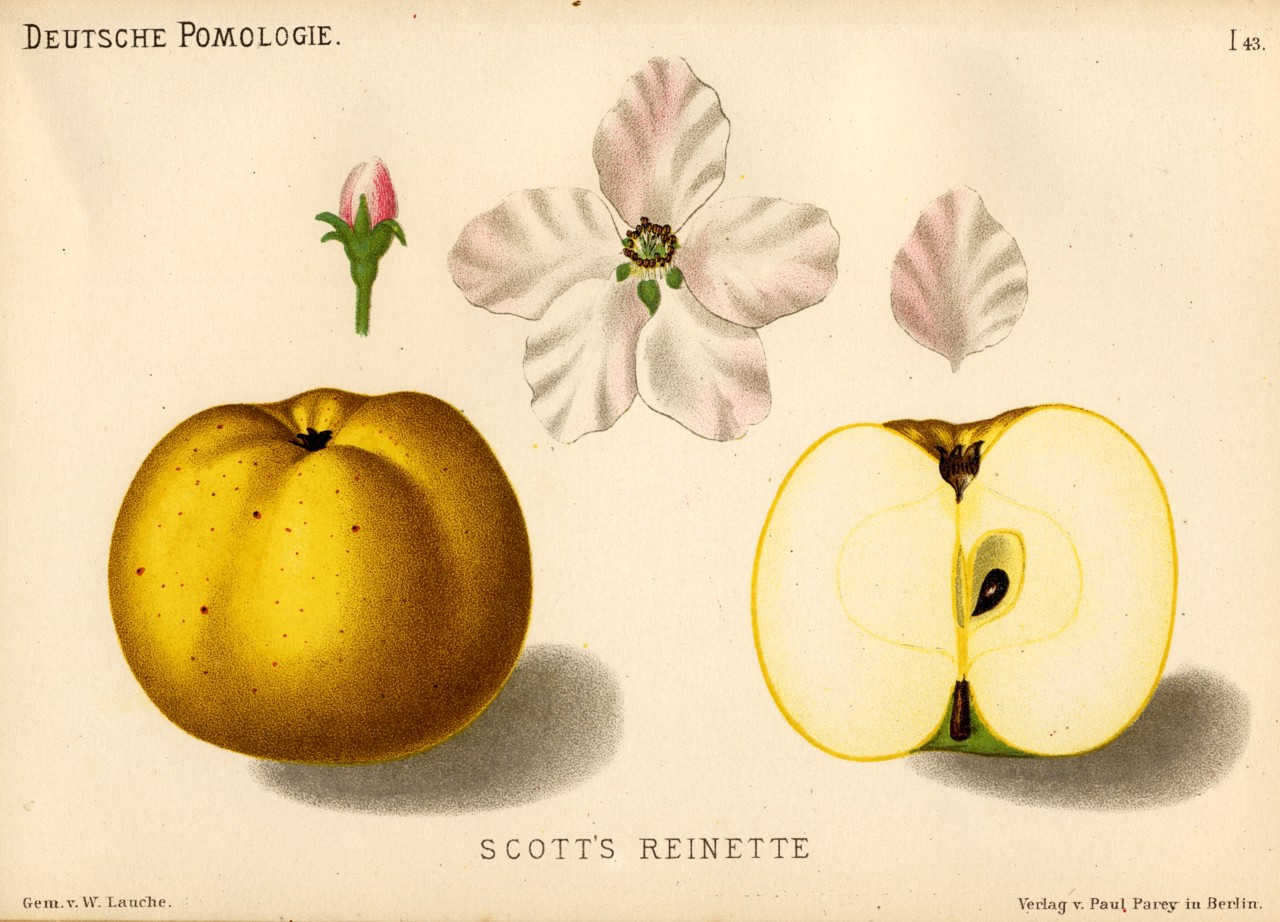
Сорт «Scott's Reinette»
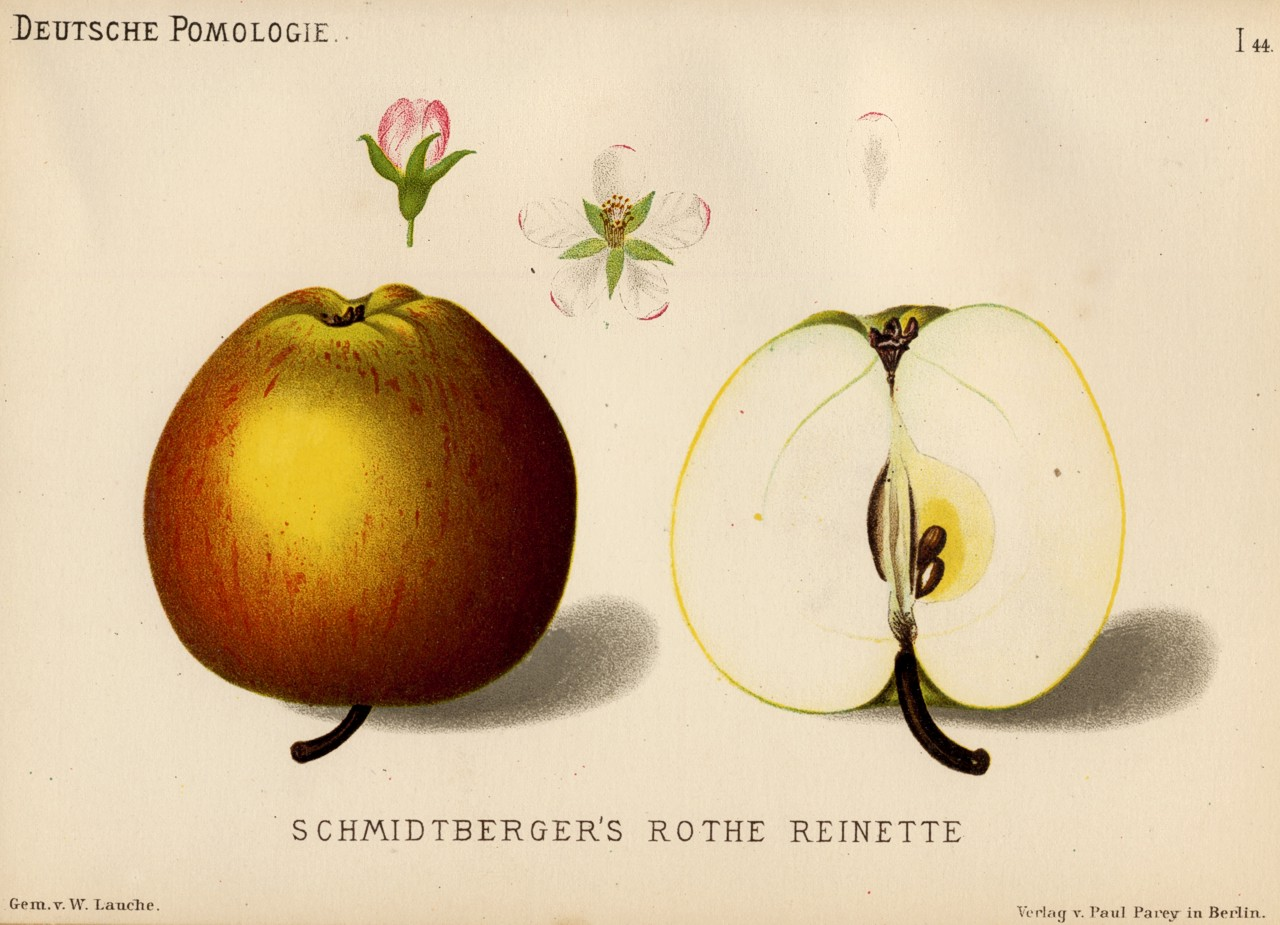
Сорт «Schmidtberger's rothe Reinette»
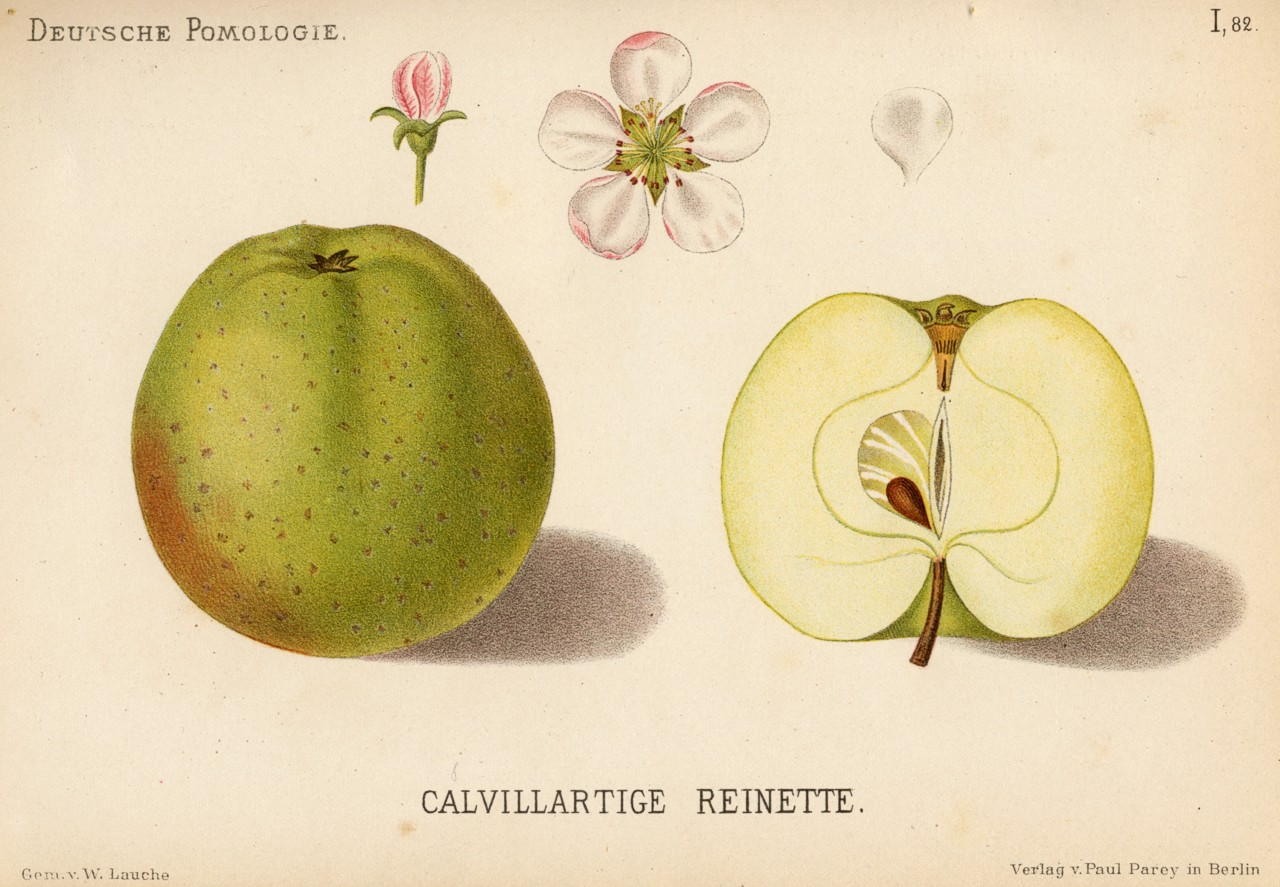
Сорт «Calvillartige Reinette»
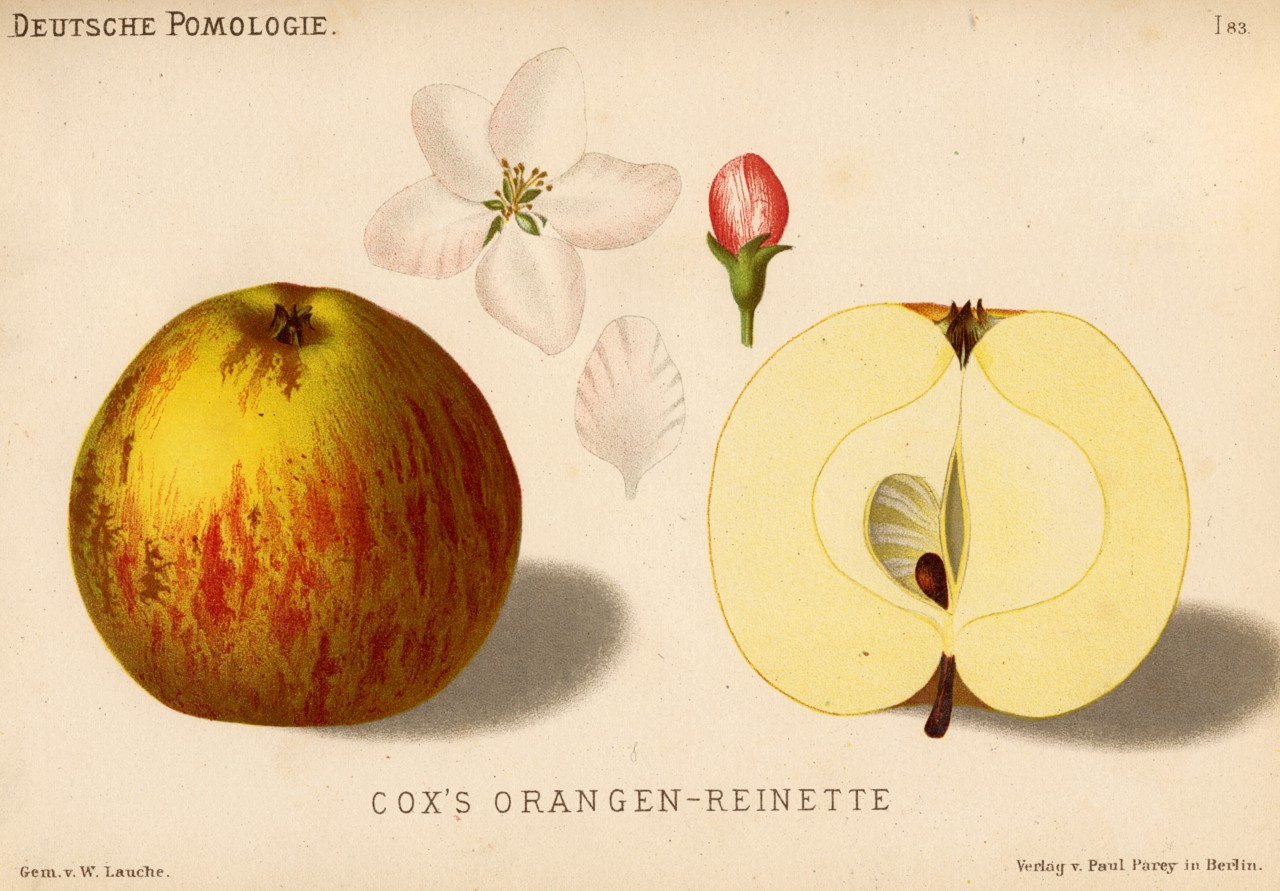
Сорт «Cox's Orangen-Reinette»
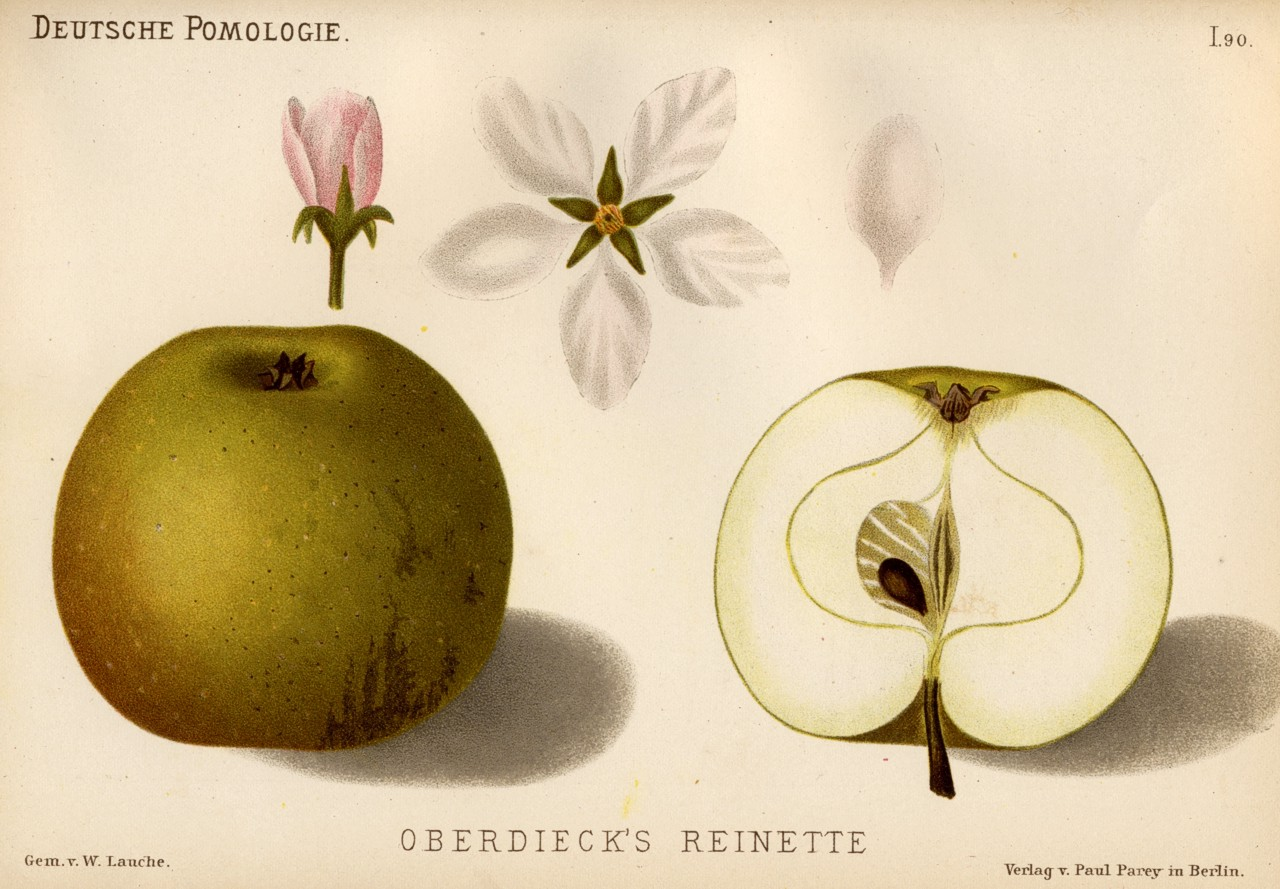
Сорт «Oberdieck's-Reinette»
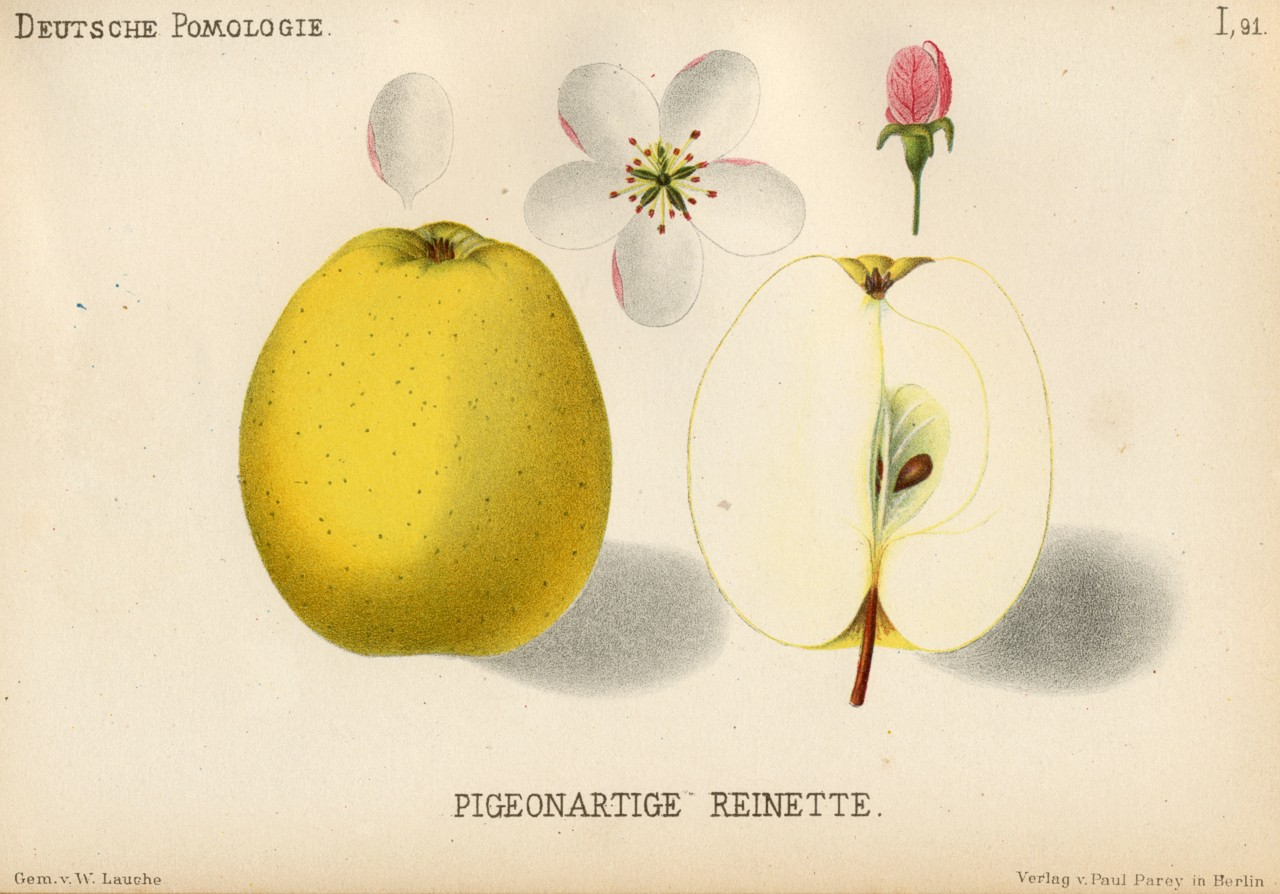
Сорт «Pigeonartige Reinette»
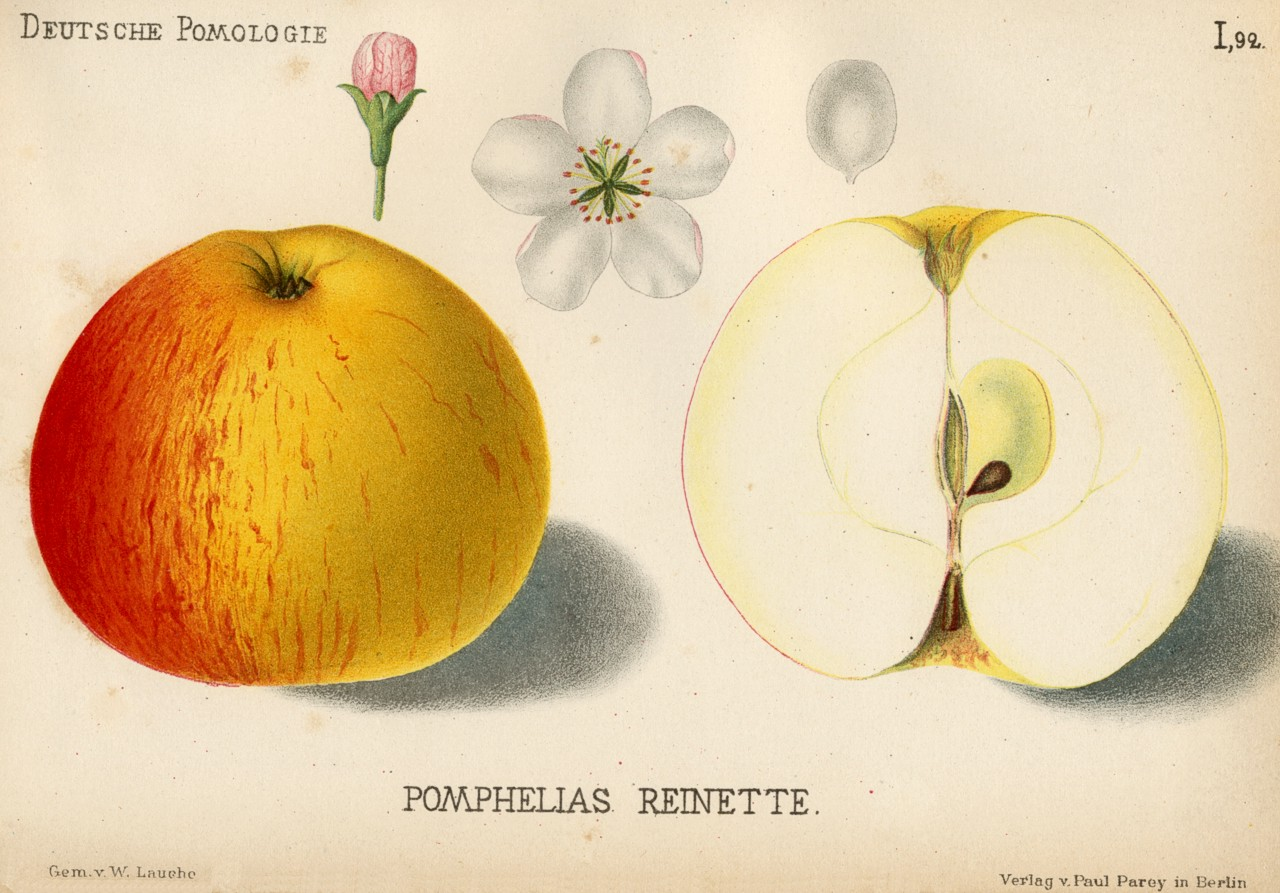
Сорт «Pomphelias Reinette»
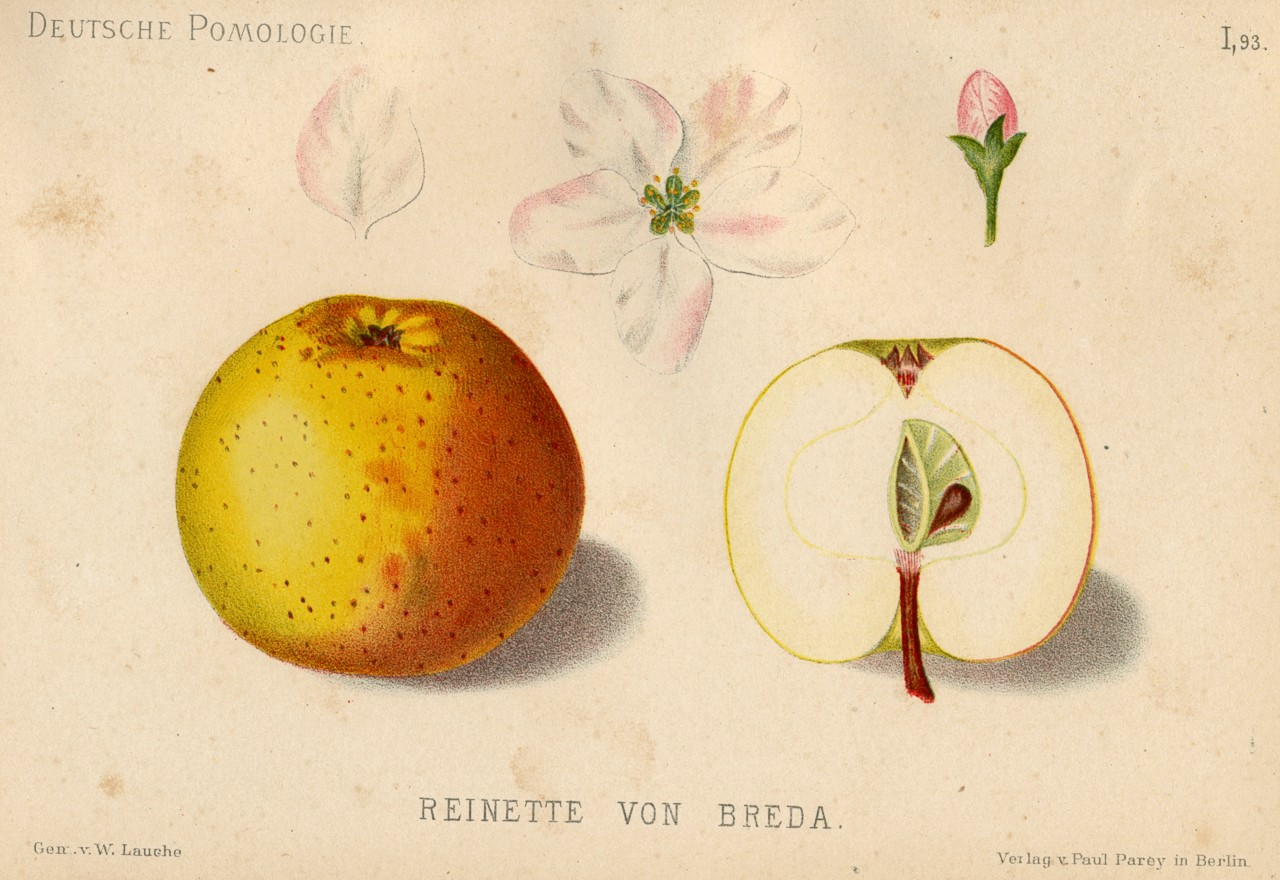
Сорт «Reinette von Breda»
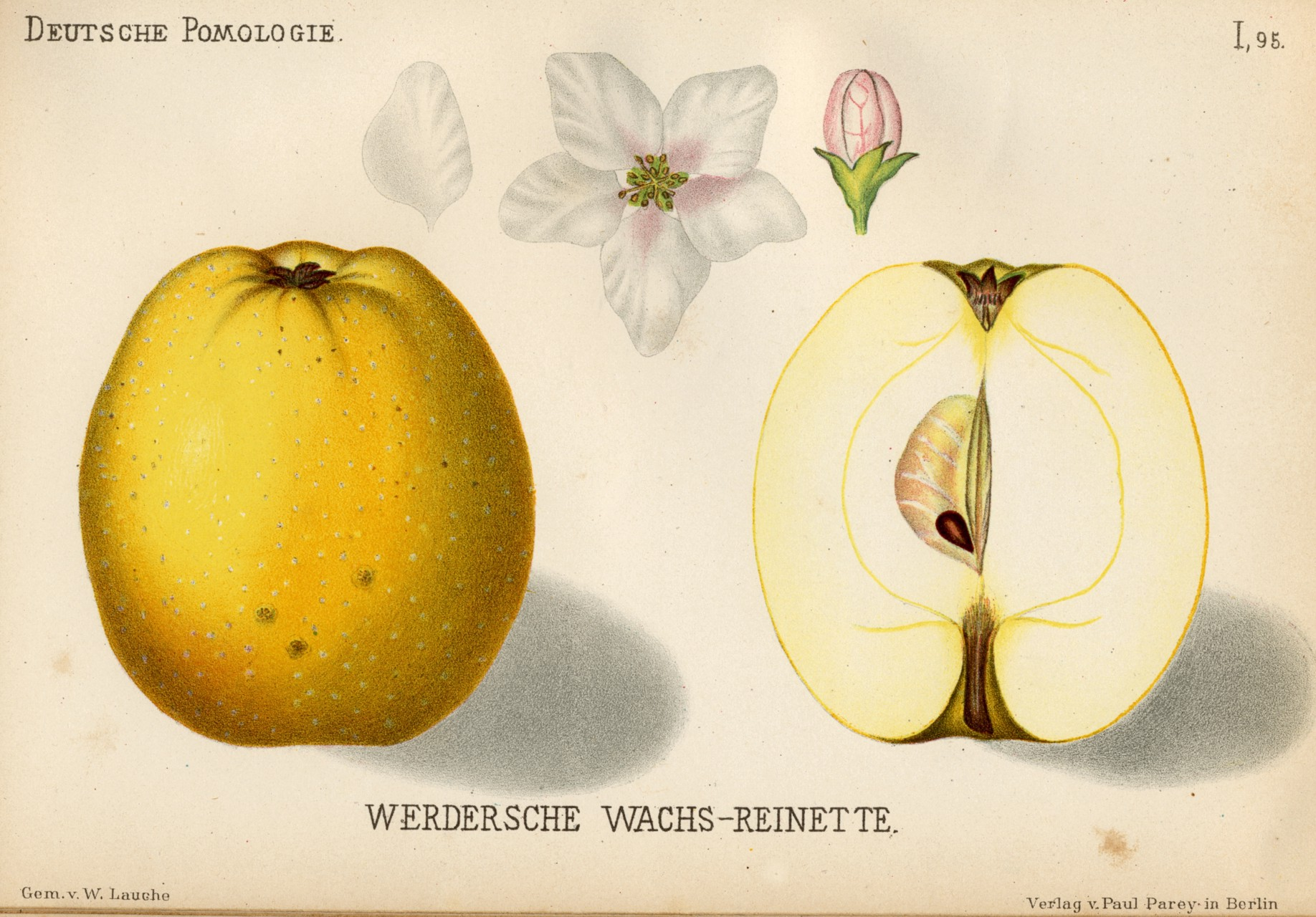
Сорт «Werder'sche Wachs-Reinette»
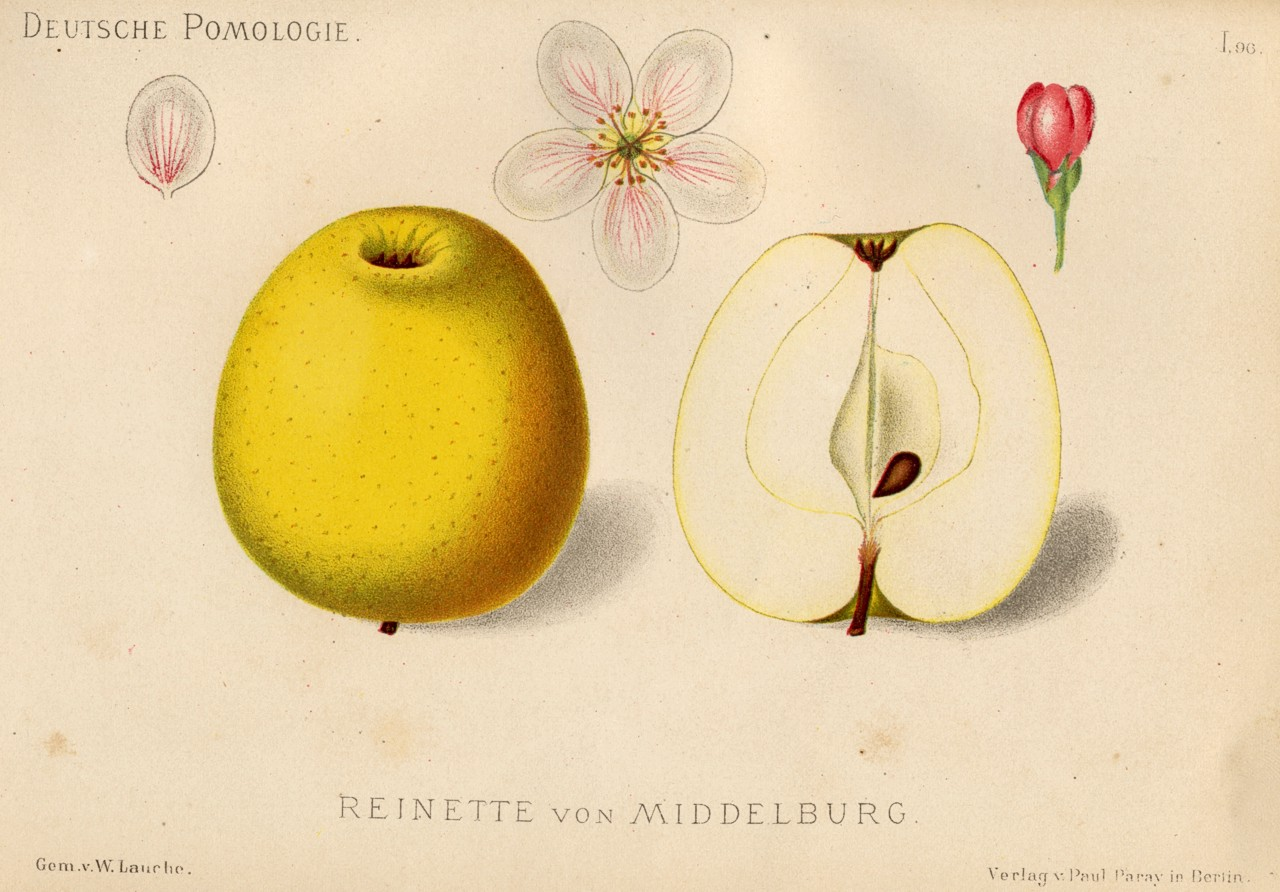
Сорт «Gaesdonker Reinette»